# Gouvernement Odilon Barrot (1)
Pour les articles homonymes, voir Gouvernement Odilon Barrot.
Deuxième République
Gouvernement Louis-Eugène Cavaignac Gouvernement Odilon Barrot II
Le premier gouvernement Odilon Barrot (du 20 décembre 1848 au 2 juin 1849), est formé dès le lendemain de l'élection présidentielle de Louis-Napoléon Bonaparte en décembre 1848. Son travail cesse au lendemain des élections à l'Assemblée législative en mai 1849. Odilon Barrot formera alors un nouveau gouvernement.

## Composition du gouvernement
Les hommes qui forment ce gouvernement sont issus du Parti de l'Ordre qui a soutenu la candidature de Louis Napoléon Bonaparte à l'élection présidentielle de décembre 1848. Le parti de l'Ordre impose ses candidats au nouveau président. Celui-ci ne dispose pas à ce moment d'un personnel politique dévoué à la cause bonapartiste. De plus, il doit compter avec une Assemblée élue en avril 1848 au suffrage universel, assemblée composée en majorité de monarchistes (les "républicains du lendemain" de février 1848).

## Ministres nommés du 20 décembre 1848
- président du Conseil, ministre de la Justice : Odilon Barrot
- ministre des Affaires étrangères : Édouard Drouyn de Lhuys, un diplomate
- ministre des Finances : Hippolyte Passy, un économiste, d'opinion orléaniste de « gauche »
- ministre de l'Intérieur : Léon de Maleville un ami de Thiers, remplacé le 29 décembre par Léon Faucher, un économiste d'opinion orléaniste de « gauche »
- ministre des Travaux publics : Léon Faucher, orléaniste
- ministre de la Marine et des Colonies : Victor Destutt de Tracy
- ministre de la Guerre : général Joseph Marcellin Rullière, orléaniste
- ministre de l'Instruction publique : le comte Alfred de Falloux un des chefs légitimistes
- ministre de l'Agriculture et du Commerce : Jacques Alexandre Bixio, un républicain modéré remplacé le 29 décembre par Louis Buffet

## Remaniement du29 décembre 1848

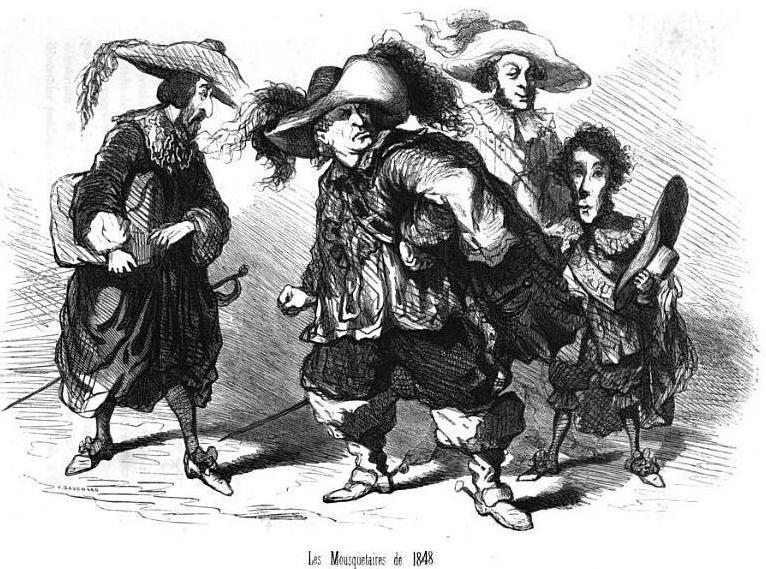
Caricature de Cham représentant Falloux, Barrot, Buffet et Faucher sous les oripeaux des mousquetaires de Dumas.

- ministre de l'Intérieur : Léon Faucher, orléaniste
- ministre des Travaux publics : Bertrand de Lacrosse, bonapartiste
- ministre de l'Agriculture et du Commerce : Louis Buffet

Le commandement de la division militaire de Paris est confié au général Changarnier, déjà commandant en chef de la Garde nationale (ce qui est illégal).

## Politique du gouvernement
Les résultats de l'élection présidentielle confortent le Parti de l'Ordre et le nouveau président dans l'idée que l'Assemblée nationale, élue en avril 1848, n'est plus représentative de l'opinion des électeurs. L'exécutif pense pouvoir ne pas tenir compte de la majorité républicaine qui domine alors l'assemblée. Mais il faut provoquer au plus vite de nouvelles élections législatives prévues dans la constitution et affaiblir le « parti républicain ».
La gauche républicaine mène d'abord l'offensive contre le gouvernement. le 26 décembre, Ledru-Rollin conteste le double commandement (illégal) du général Changarnier. Puis, le 28 décembre, la majorité de l'assemblée obtient, contre l'avis du gouvernement, l'abolition de l'impôt sur le sel, qui était réclamée dans les régions d'élevage.
Le parti de l'Ordre passe alors à la contre-offensive. Le 4 janvier 1849, le ministre de l'Instruction publique, le comte de Falloux, renvoie la commission chargée de réorganiser l'enseignement mise en place par son prédécesseur, le républicain Hippolyte Carnot. Il la remplace par une nouvelle commission présidée par Thiers un des chefs du parti de l'Ordre. Le 24 janvier, Léon Faucher, ministre de l'Intérieur, dissout 13 bataillons (sur 25) de la Garde mobile de Paris, soupçonnés d'être trop sensibles à la propagande de la gauche républicaine. Cependant le 27 janvier, l'assemblée rejette le projet du ministre qui vise à interdire les clubs politiques (projet cependant accepté le 24 mars). Le ministre épure l'administration préfectorale en éliminant préfets et sous-préfets de tendance républicaine. Le 29 janvier, les troupes du général Changarnier, font pression sur l'Assemblée pour qu'elle vote la date des prochaines élections législatives (donc sa disparition). Fixées primitivement au 19 mars, elles sont reportées au 13 mai 1849.
Le gouvernement doit aussi répondre aux évènements qui se passent en Italie. Le 23 mars 1849, le roi de Piémont Charles-Albert, qui a pris la tête de la lutte contre les Autrichiens est battu à Novare. L'Autriche, déjà en possession de la Lombardie et de la Vénétie, occupe alors une partie du Piémont, de la Toscane et le nord des États pontificaux. Depuis le 2 février 1849, une République romaine remplace le pape Pie IX à Rome. Les républicains français souhaitent que la France républicaine vienne en aide aux républicains romains. Par contre le parti de l'Ordre, où dominent les catholiques conservateurs, veulent venir en aide au pape.
Le 16 avril, l'assemblée autorise l'envoi d'un corps expéditionnaire à Rome pour protéger la ville des Autrichiens. Mais il n'est pas question d'aider la république romaine ni de rétablir le pape comme souverain. Le 25 le corps expéditionnaire de 12 000 hommes sous les ordres du général Oudinot débarque à Civitavecchia, mais est stoppé par l'armée romaine sous les ordres de Giuseppe Garibaldi le 30. Le gouvernement français ordonne l'arrêt de l'offensive dans l'attente des résultats des élections législatives du 13 mai. Les républicains français protestent contre la duplicité du gouvernement et le 7 mai, l'assemblée vote le blâme du gouvernement (328 pour, 241 contre). Le 11 mai, Ledru-Rollin n'arrive pas à convaincre l'assemblée de mettre en accusation le gouvernement. Le 12, le ministre Léon Faucher, afin d'influencer le vote des électeurs pour le scrutin du lendemain, fait parvenir aux préfets la liste des députés ayant demandé la mise en accusation. Il devra démissionner le 14. Les élections ayant donné une forte majorité au parti de l'Ordre, celui-ci va pouvoir gouverner comme il l'entend. Ce sera le deuxième gouvernement Odilon Barrot.